# Тетракарбонілкобальтова кислота
Тетракарбонілкобальтова кислота — металоорганічна сполука з формулою HCo(CO)4. Летюча жовта рідина, яка утворює безбарвну пару та має нестерпний запах. Сполука легко розкладається під час плавлення і за відсутності високого парціального тиску CO утворює Co2(CO)8. Незважаючи на експлуатаційні труднощі, пов’язані з використанням, сполука привернула значну увагу через свою здатність функціонувати як каталізатор у гідроформілюванні. У цьому відношенні HCo(CO)4 та споріднені похідні викликають значний академічний інтерес через їхню здатність опосередковувати різноманітні реакції карбонілювання (введення CO в неорганічні сполуки).